# Ivar Vennerström
Ivar Teodor Vennerström (i riksdagen kallad Vennerström i Sollefteå), född 9 november 1881 i Brunskog i Värmlands län, död 13 juni 1945 i Karlstad, var en svensk politiker (socialdemokrat, vänstersocialist). Han var riksdagsledamot i andra kammaren 1915–1927 och i första kammaren 1928–1936. Från 1932 till 1936 var han försvarsminister i Per Albin Hanssons första regering. Han var sedan landshövding i Värmlands län, från 1936 till sin död 1945.

## Biografi
Efter studier vid Uppsala universitet blev Vennerström medarbetare vid Upsala Nya Tidning 1904, redaktör för Norrskensflamman 1906–1907, för Värmlands Folkblad 1907–1909 och för Nya Norrland 1912–1926.
Han var tidigt en av Sveriges socialdemokratiska arbetarepartis (SAP) främsta agitatorer, tillhörde andra kammaren 1915–1927 och första kammaren 1927–1936. I Per Albin Hanssons regering var han försvarsminister mellan den 24 september 1932 och 19 juni 1936. Han var även ledamot av 1930 års försvarskommission och 1932 års statsrevision. 

## Partikarriär
Vennerström tillhörde från början Sveriges socialdemokratiska arbetarpartiets vänsterfalang och anslöt sig 1916 till den Vänstersocialistiska riksdagsgruppen, senare Socialdemokratiska vänstergruppen (1917–1921). År 1917 var han en av de ledande krafterna vid bildandet av Sveriges Socialdemokratiska Vänsterparti (SSV). När SSV anslöt sig till Komintern och bytte namn till Sveriges kommunistiska parti, bildade han och gamla medlemmar av SSV ett nytt SSV: Sverges socialdemokratiska vänsterparti, för vilket han var ledare. Han återvände till SAP 1923 när SSV upplöstes.
I riksdagen sysslade han framför allt med försvars- och författningsfrågor och tillhörde i flera år Konstitutionsutskottet. Från 1936 till sin död var han landshövding i Värmlands län.
Han var gift med Lóa Guðmundsdóttir (1889–1984) från Island, syster till Guðrún Guðmundsdóttir som var gift med Vennerströms kollega Karl Bergström. Makarna Vennerström är begravda på Ruds kyrkogård i Karlstad.

### Översättningar
- MacDonald, J. Ramsay (1913). Socialismen. Stockholm: Tiden. Libris 765861. https://runeberg.org/mrsoc
- Man, Hendrik de (1928). Socialismens psykologi. Del 2. Stockholm: Tiden. Libris 352353